# Atlapetes melanopsis
Tico-tico-de-lunetas ou tico-tico-de-óculos-escuros (Atlapetes melanopsis) é uma espécie de ave da família Emberizidae.
É endémica do Peru.
Os seus habitats naturais são: regiões subtropicais ou tropicais húmidas de alta altitude e matagal tropical ou subtropical de alta altitude.
Está ameaçada por perda de habitat.